# Jean Estaque
Pour les articles homonymes, voir Estaque (homonymie).
Jean Estaque, né à Saint-Girons (Ariège) le 3 janvier 1945, est un artiste peintre et un sculpteur français autodidacte. Il travaille à Savennes, près de Guéret (Creuse).

## Biographie
Né à Saint-Girons, Jean Estaque étudie au Lycée des Métiers du Bâtiment à Felletin. Il se spécialise dans le dessin d'architecture. Il devient architecte au sein du Ministère de la Reconstruction et de l'Urbanisme. À l'âge de 40 ans, il décide de travailler à mi-temps pour se consacrer à ses activités de peintre, de sculpteur et de créations. En 2009, il crée à Savennes, où il habite et a son atelier, une galerie d'art appelée La Maison du Tailleu. Cet espace est à la fois un atelier et un espace d'exposition de ses œuvres et d’œuvres d'artistes aimés.

## Œuvres (sélection)
- Sans titre (1985), Centre international d'art et du paysage de Vassivière[5]
- Rugby, peinture acrylique, 30 × 24 cm (1992)[6]
- Jeu d'enfant, Peinture, Technique mixte / panneau, 12 × 11,5 cm (1991)[7]
- Nature morte, raquette et sa valise, dessin-aquarelle, crayon / papier, 48 × 57 cm.

## Expositions
- 14-18 : Vision d’un artiste, Jean Estaque, Bibliothèque multimédia du Grand Guéret, Guéret, 14 octobre 2014 - 26 novembre 2014[8]
- Jean Estaque butine l'œuvre de Guy de Maupassant, La Menuiserie, Médiathèque de Rodez, 7 mai 2014 - 13 juillet 2014[9]
- Balade dans l'imaginaire de Jean Estaque : la semaine sainte chez le Bondieu des Coudercs, village de Lascoux, 2016 [10]
- Sur les rives d'Octave Mirbeau, Bibliothèque multimédia du Grand Guéret, Guéret, 14 février 2017 - 1er avril 2017[11],[12], Galerie Écritures (Montluçon), 17 février 2018 - 21 mai 2018[13]

## Publications
- Gérard Saux, Jean Estaque, Tout le monde a le droit d'aimer, Aubusson, Impr. d'Aubusson, 1981
- Bernard Blot, Jean-Christian Estaque, En ressac, un peu, [La Souterraine] (59 rue Auguste-Coulon, 23300), [P. Courtaud], [1995], non paginé [8] p. Collection La main courante, ISSN 0757-7753 ; 59
- Daniel Soulier, [lavis de Jean Estaque], Clownesques, Solignac, le Bruit des autres, 1998, 71 p.
- Jean-Marie Chevrier, Jean Estaque, Bois flottants à la dérive, Saint-Léonard-de-Noblat (87400), Éd. du Moulin du Got, 2005,  (ISBN 2-84989-014-6)

## Autre
- Jean Metegnier (Texte), Lucie Catsu (Mise en scène), Stella Cohen Hadria (Mise en scène), Jean Estaque (plasticien), Le bal des Casse-cailloux. Cie le Chat perplexe, Salle des fêtes de Saint-Sulpice-le-Guéretois, 18 mai 2017[14]

### Filmographie
- Catherine Varoqui, Jacques Malnou, Des yeux des regards, Association Les maçons de la Creuse, 1991[15]